# Porella
Porella är ett släkte av mossdjur som beskrevs av Gray 1848. Porella ingår i familjen Bryocryptellidae.
Släktet Porella indelas i:
- Porella acutirostris
- Porella alba
- Porella andrejashevi
- Porella belli
- Porella bispina
- Porella capensis
- Porella columbiana
- Porella compressa
- Porella concinna
- Porella cymosa
- Porella donoghueorum
- Porella fissurata
- Porella fragilis
- Porella groenlandica
- Porella hyadesi
- Porella immersa
- Porella kurilensis
- Porella laevis
- Porella major
- Porella marukawai
- Porella minuta
- Porella mucronata
- Porella occulta
- Porella patens
- Porella patula
- Porella peristomata
- Porella porifera
- Porella princeps
- Porella proboscidea
- Porella reduplicata
- Porella rotundirostris
- Porella smitti
- Porella struma
- Porella subcompressa
- Porella taylori
- Porella tubulata
- Porella tumida
- Porella turgidula
- Porella variabilis